# Micromus pallidius
Micromus pallidius är en insektsart som först beskrevs av C.-k. Yang 1987.  Micromus pallidius ingår i släktet Micromus och familjen florsländor. Inga underarter finns listade i Catalogue of Life.